# 泽伊德霍伦
泽伊德霍伦（荷蘭語：Zuidhorn）是荷兰格罗宁根省的一个旧市镇，面积128.37平方公里，人口18,479（2007年）。
2019年1月1日，泽伊德霍伦与前市镇莱克、赫罗特哈斯特和马勒姆合并为新市镇“韦斯特夸蒂尔”。

## 運輸
泽伊德霍伦有兩處火車站：泽伊德霍伦火車站與 Grijpskerk 火車站。每小時至少一班車次往返於格羅寧根與呂伐登之間。平常日，火車每小時停留在泽伊德霍伦兩次。1991年以前，這條路線設有第三座車站：Visvliet。

## 自然
泽伊德霍伦中央區域有著一片廣大、部分有森林覆蓋的公園，稱為「Johan Smit 公園」。這座公園設有步道，提供民眾各種各樣的娛樂活動。運動館「Quick Silver S」舉辦許多活動，像是慢跑俱樂部或其他運動。公園還設有許多足球場與一個遊樂場。在一年中的大多數時間，可看見溫馴的高地牛（Highland cattle）漫步在公園裡。